# Watsonarctia deserta
Watsonarctia deserta — вид лускокрилих комах з родини еребід (Erebidae).

## Поширення
Вид поширений центральній і південно-східній частинах Європи, на півдні Росії, на півдні Сибіру на схід до озера Байкал, у Малій Азії, Вірменії, Азербайджані, півночі Ірану, Казахстані, Киргизстані і провінції Сіньцзян на заході Китаю.

## Опис
Розмах крил 26-32 мм.

## Спосіб життя
Личинки харчуються на рослинах з родів маренка, деревій та підмаренник (включаючи Galium verum та Galium odoratum).

## Підвиди
- Watsonarctia deserta deserta (Bartel, 1902) (південна і центральна Європа, Кавказ, північно-західний Казахстан, південь Сибіру, північна Монголія);
- Watsonarctia deserta karduchena (de Freina, 1983) (Анатолія);
- Watsonarctia deserta centralasiae (O. Bang-Haas, 1927) (гори східного Казахстану, Сіньцзян, східний Тянь-Шань);
- Watsonarctia deserta elbursica Dubatolov & Zahiri, 2005 (північний Іран).